# Espirómetro

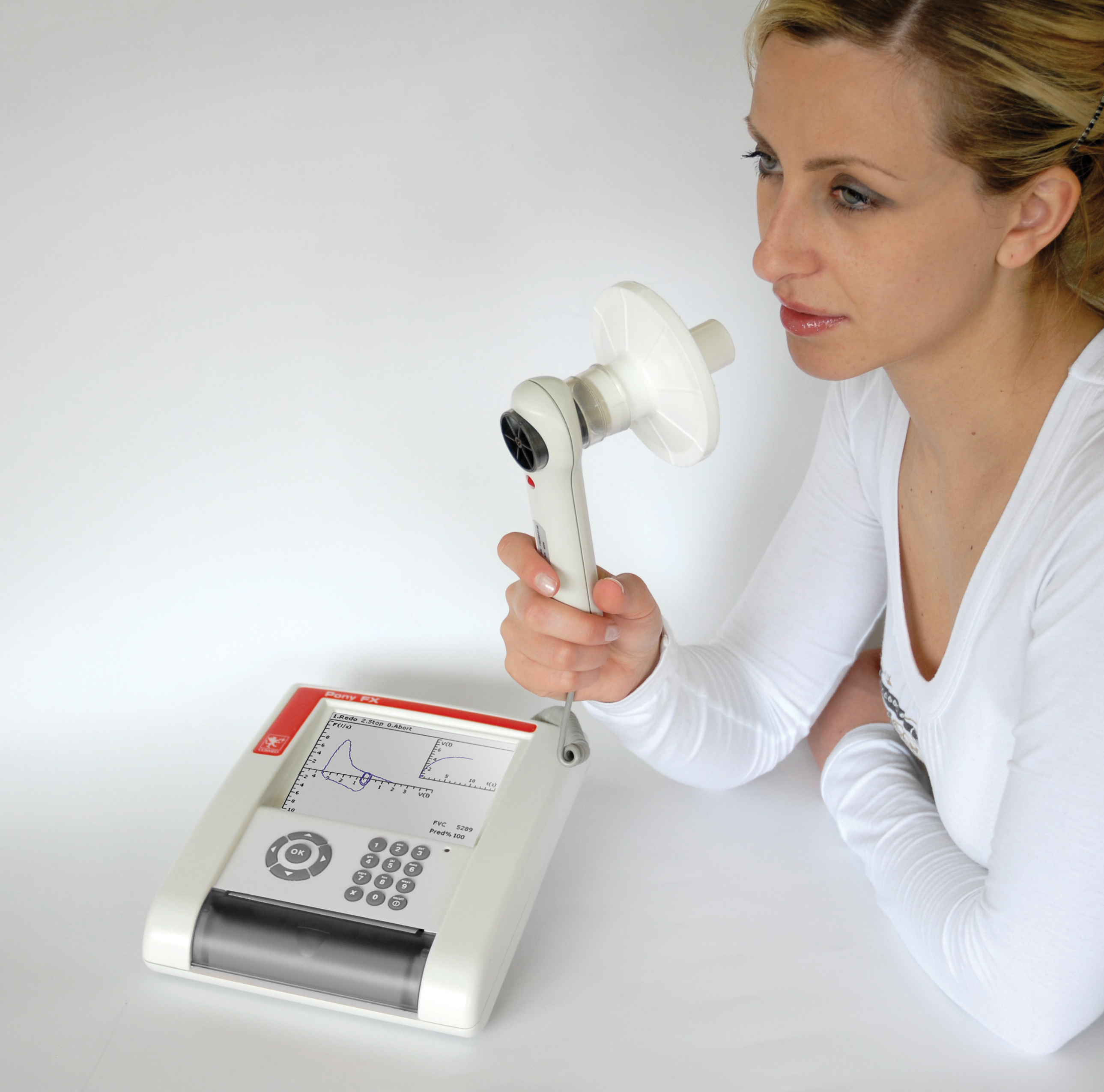
Un espirómetro portátil.

Ilustración del principio universal de un espirómetro.

El espirómetro es un instrumento de medida usado en medicina para determinar los volúmenes y capacidades del pulmón. Un espirómetro mide la ventilación, es decir, el movimiento del aire que entra y sale de los pulmones.
Existen varios tipos de espirómetros que utilizan distintos métodos de medición (transductores de presión, ultrasonidos, medidores de agua). Constan de un sistema de recogida de aire (puede ser de fuelle o campana) y de un sistema de inscripción montado sobre un soporte que se desplaza a la velocidad deseada, lo que da por resultado un espirograma. El espirograma identificará dos tipos diferentes de patrones de ventilación anormales, obstructivos y restrictivos.
La adición de un potenciómetro que genera una señal proporcional al desplazamiento de la campana permite trasformar la señal mecánica en eléctrica. Actualmente casi todos los espirómetros son capaces de calcular la derivada del volumen medido para transformarla en flujo (V/t).

## Pruebas de función pulmonar
Un espirómetro es el principal equipo utilizado para las pruebas básicas de función pulmonar (PFP). Las pruebas permiten descartar enfermedades pulmonares como el asma, la bronquitis y el enfisema. Además, un espirómetro se utiliza a menudo para encontrar la causa de la falta de aire, evaluar el efecto de los contaminantes en la función pulmonar, el efecto de la medicación y evaluar el progreso del tratamiento de la enfermedad.

### Razones para realizar las pruebas
- Diagnosticar ciertos tipos de enfermedades pulmonares (como COVID-19, bronquitis y enfisema).
- Averiguar la causa de la falta de aire.
- Medir si la exposición a sustancias químicas en el trabajo afecta a la función pulmonar.
- Comprobar la función pulmonar antes de una intervención quirúrgica.
- Evaluar el efecto de la medicación.
- Medir el progreso en el tratamiento de la enfermedad.

## Historia de la espirometría

### Desarrollo temprano
- El primer intento de la medición de volúmenes pulmonares se remontan al período 129-200 d. C. cuando Galeno, médico y filósofo griego, inició experimentos en la ventilación volumétrica de humanos. Su experimento hacía que un niño respirara dentro y fuera de una vejiga descubriendo que el volumen que entraba con cada respiración no variaba. Nada más se supo de este experimento.[2]
- 1681. Giovanni Alfonso Borelli trató de medir el volumen de aire inspirado en una respiración, aspirando una columna de agua en un tubo cilíndrico y midiendo el volumen de aire desplazado por el agua.[2] En su experimento, Borelli se tapó la nariz para evitar que el aire entrara o saliera de sus pulmones afectando la precisión de los resultados. Esta técnica es muy importante aún en el presente para conseguir los parámetros de los volúmenes pulmonares correctos.
- Las primeras medidas aceptables de la capacidad vital se atribuyen a Stephen Hales en 1727, que usaba técnicas similares a las de Galeno y a John Abertnethy en 1793.[3]: 2
- 1798. El médico inglés Thomas Beddoes (1760-1808), con la ayuda de sus colegas Humphry Davy, James Watt y William Clayfield en la Pneumatic Institution de Inglaterra, creó un "soporte de aire mercurial y respirador" capaz de medir con precisión la capacidad pulmonar.[4]: 2
- 1800. Davy midió el volumen tidal o volumen corriente (cantidad de aire que es desplazada a lo largo de una inhalación y exhalación normal) y el volumen residual (VR) (cantidad de aire que permanece en los pulmones tras una exhalación completa).[3]: 2

### SigloXIX
- 1814. El médico inglés Edward Kentish fue el primero en usar un aparato similar al espirómetro, al que denominó “pulmómetro”[5] para el diagnóstico de enfermedades respiratorias.[4]: 2  Utilizó una campana graduada invertida sumergida en agua, con una salida en la parte superior de la campana controlada por un grifo. El volumen de aire se medía en pintas.
- 1831. El cirujano inglés Charles Turner Thackrah (1795-1833) describió un "pulmómetro" similar al de Kentish como un frasco de campana con una abertura para que entrara el aire desde abajo. No había corrección para la presión. Por tanto, el espirómetro no sólo medía el volumen respiratorio, sino también la fuerza de los músculos respiratorios.[6] Con dicho dispositivo, Thackrah realizó una encuesta sanitaria en toda Inglaterra, estableciendo la relación entre los antecedentes laborales y la salud pulmonar.[4]
- 1846. El origen práctico de la espirometría proviene de los trabajos de John Hutchinson en 1846, quien no solamente hizo el diseño del primer espirómetro sino que también fue el primero en utilizar el término de capacidad vital espiratoria y desarrolló los estándares normales basándose en las mediciones hechas a 200 personas aproximadamente.

## Tipos de espirómetros
Entre los espirómetros existentes, están los que miden directamente el desplazamiento del volumen y por otro lado se encuentran los que obtienen el volumen a partir de una señal de flujo integrado obtenido por un pneumo-tacógrafo, alambre caliente o turbina. El espirómetro tradicional ha sido un aparato que utiliza agua salada usado para obtener los estándares normales para la función ventilatoria. La gran mayoría de las veces, el uso de este aparato puede llegar a ser muy molesto; cuando se riega el agua al moverlo necesita forzosamente mantener un nivel de agua apropiado para su correcto funcionamiento. Los espirómetros que no utilizan agua como el de fuelle son menos costosos, sin embargo son menos exactos, pero tienen la ventaja de que son portátiles.
Con el rápido desarrollo que se ha venido dando en la ingeniería biomédica, se han ido desarrollando espirómetros electrónicos las cuales ofrecen una mayor rapidez en la lectura, capacidad de memoria, exhibición digital y lecturas ayudadas por computadora, con su respectivo software que permite hacer análisis estadísticos y un verdadero seguimiento en los pacientes. Asociados con estos aparatos están los problemas de exactitud, seguridad y aplicabilidad de estándares normales de los espirómetros de agua salada también conocidos como espirómetros de campana. La creciente necesidad para evaluar a un gran número de pacientes y el problema de un alto costo de la mano de obra puede dar lugar al desplazamiento de los espirómetros tradicionales por cualquier espirómetro electrónico o por uno no electrónico acoplado a accesorios electrónicos, permitiendo de esta manera una medición y un proceso de datos más rápido.
A diferencia de los de fuelle y de campana; los aparatos electrónicos existentes para evaluar la función ventilatoria son valiosos por la rapidez de las pruebas y el gran número de sujetos que pueden manejarse con una exactitud uniforme, los espirómetros electrónicos utilizan anemómetros, termistores, termoacopladores, pneumotacógrafos con turbinas para detectar electrónicamente el flujo y los volúmenes. Estos aparatos incluyen las funciones de medir, calcular, exhibir e imprimir los resultados, algunos incluyen el porcentaje de los valores normales predecibles en una cierta fracción de tiempo. La capacidad para dar funciones de memoria y el cálculo de porcentaje de los valores normales, incrementa la complejidad y el costo del equipo, pero amplía el espectro de las pruebas y reduce el manejo manual de los datos. No obstante, es aconsejable el uso de los espirómetros de fuelle y de campana, debido a sus características de seguridad.